# Арлин-Сёборг, Лине
Лине Арлин-Сёборг (дат. Line Arlien-Søborg; род. 25 июля 1966 года, Орхус, Дания) — датская актриса, режиссёр и сценарист. Съёмки её первого фильма проходили в период, когда Лине было 13-15 лет, дабы показать физическое и эмоциональное изменение персонажа. После окончания учёбы Лине работала на Датском радио, где написала сценарий и затем сняла собственный сериал.

## Фильмография

### Актриса
| Год  | Название               | Персонаж   |
| ---- | ---------------------- | ---------- |
| 1981 | Древо познания         | Анне-Метте |
| 1983 | Красавица и чудовище   | Метте      |
| 1986 | Кай Мунк (мини-сериал) | Лисбет     |
| 1989 | Орхус ночью            | Лиза       |

### Режиссёр
| Год  | Название                        |
| ---- | ------------------------------- |
| 1998 | Derude med snoren (мини-сериал) |
| 2002 | Знать правду                    |
| 2008 | Kærestesorger                   |

### Сценарист
| Год  | Название                        |
| ---- | ------------------------------- |
| 1998 | Derude med snoren (мини-сериал) |

## Награды
- 1984: две номинации «Бодиль» и «Роберт» за лучшую женскую роль в фильме «Красавица и чудовище»